# Intégrale (Anna Prucnal)

## L'album
Parution numérique de tous les albums (10) de la chanteuse polonaise Anna Prucnal. Inclut deux albums de matériel inédit.

## Liste des titres

### Volume 1 «Rêve d'Ouest - Rêve d'Est» (1979)
- Qui j'aime
- Alabama Song
- La Bienvenue
- L'Avenir est dans les chiens
- Vingt ans d'âge
- Mon Rêve s'achève (du film"je suis avec toi")
- L'Été (Ne m'appelez plus camarade)
- Dzis do ciebie przyjsc nie moJe (Je ne pourrai pas venir chez toi ce soir)
- Elle appelle au secours
- La Mañana
- Ma Dissidence
- Saluts, reprise de "Qui j'aime"
- Les Années entre
- Sur la mer (Po szerokim, po szerokim morzu)
- Chanson de ma vie (Piecienka o lyey jizni)
- Mow do mnie jeszcze (Parle moi encore)
- Das Lied von Surabaya Johnny (de Happy End)
- Moi... je m'ennuie
- Kochankowie z Kamiennej (Les Amants de la rue Kamiena)
- Les Voleurs de joie
- Souliko
- La prière de François Villon
- Le Nègre violet (Lilovij niegr)
- Les Mauvais enfants de la vallée (I ragazzi giù nel campo du film de Dusan Makavejev "Sweet Movie")
- Alors non !

### Volume 2 «Avec Amour» (1981)
- Histoire d'amour
- Cède le passage
- La Complainte du partisan
- A la belle saison
- L'Exilée (thème du film "Clair de femme")
- Trois œillets rouges
- Che
- Tes Amours de quarantaine
- La Voleuse
- Fuite

### Volume 3 «Loin de Pologne» (1983)
- Oj kto mi runcke poda (Qui maintenant me donnera la main ?)
- Rozstanie (Séparation)
- Kozak
- Lulaj ze Jezuniu na Polskiej ziemi (Dors petit Jésus sur la terre Polonaise - Noël)
- Daleko od Polski (Loin de Pologne)
- Mamo (Mère)
- Czerwone maki na Monte-Cassino (Les coquelicots rouges de monte-Cassino)
- Gdybym ja byla Sloneczkiem (Si j'étais un soleil)
- Wesele (Noces)
- Gorzkie Lzy (Larmes amères)

### Volume 4 «Concert 88» (1988)
On ne vit qu'une seule fois, une seule
Ivre vive
Les Années fatales
Intro
Au revoir ami
A Sergueï Essenine
Dans mon âme pas un cheveu blanc
Le Vol arrêté (la Fin du bal)
Ma sour la vie
Moishele mon ami
Un Parfum de fin du monde (du film "Les uns et les autres"de Claude lelouch)
Chante ta nostalgie
Chanson de Parassia
Faraway Love
Luna Moon
Elle est il
L'Age de cour
Quand on quitte Paris
Encore un instant, dit-elle
Élisabeth
Le Fou de la forêt
Quand on n'a que l'amour
Je ne suis pas ce que l'on pense
Je n'ai qu'un amour c'est toi (du film "Prix de beauté")

### Volume 5 «Monsieur Brecht» (1993)
Du pauvre b.b.
Die Moritat von Mackie Messer (La complainte de Mackie le surineur - de "l'Opéra de quatr' sous")
Seeraüber-Jenny (Jenny des corsaires - extrait de "l'Opéra de quatr' sous")
Ballade von den seeraübern (Ballade des pirates - extrait de "Happy end")
Der Matrosen Song (Le Chant des matelots - extrait de "Happy end")
Kleines Lied (La Petite chanson)
Benares Song
Bilbao-Song (de "Happy end")
Nana's Lied (Lied eines freuden Mädchen)
Das Lied von Surabaya-Johnny (de "Happy end")
La fille noyée (Die Ballade vom ertrunkenen Mädchen)
Das Liebeslied (l'amour dure ou ne dure pas - extraits de "l'Opéra de quatr' sous")
Der Barbara Song (de "l'Opéra de quatr' sous")
Comme on fait son lit, on se couche (Denn wie man sich bettet so liegt man)
Alabama-song (de "Grandeur et décadence de la ville de Mahagonny")
Ballade von der "Judenhure" Marie Sanders (La ballade de Marie Sanders, la putain à juifs)
Das Lied von Weib des Nazisoldaten (La chanson de la femme du soldat nazi)
Lied von der grossen Kapitulation (La chanson de la grande capitulation)
A une époque où règne la confusion... (extraits)

### Volume 6 «C'était à Babelsberg» (1993)
C'était à Babelsberg
Les Années soixante
Les Oiseaux de malheur
La Valse de Brooklyn
J'ai embrassé l'aube d'été
La Place de l'olympia
Mundo perido
Berlin, ton danseur est la mort
Tout le bordel a cramé
Un ange est passé
Un jour
Tes yeux
Seule et soûle
Je ne t'aime pas

### Volume 7 «Dédicaces» (1995)
Schuman Palace
Cet homme
Paradis
As Time Goes By (du film "Casablanca"de Michael Curtiz)
Le Premier rendez vous (du film "Premier rendez-vous" d'Henri Decoin)
Un Amant chaque jour (du film "Les caves du Majestic")
Il pleut sans trêve (Ich steh' im regen - du film "Zu neuen Ufern")
Heute besuch' ich mein Glück (de l'opérette "Der verlorene Walzer")
C'est la saison d'amour (de l'opérette "Trois Valses" de Oscar Strauss)
Ich spür in mir (du film "Mazurka")
Fenesta che lucive
Morte di liu (de l'opéra "Turandot" de Giacomo Puccini)
Kinderjorn
Ostatni mazur (La derniere mazurka)
Chanson tzigane
Les Yeux noirs

### Volume 8 «Anna Prucnal chante Vertinski» (1998)
Octobre 1917
Par une longue route
Le Nègre violet (ou "le nègre lilas") 1916
Le Tango du magnolia (Bessarabie, 1931)
Le Petit créole
La Petite ballerine
Le Perroquet Flaubert
Sur la mer rose
C'était un triomphe
Ce que je dois dire
Dans la steppe moldave (Bessarabie 1925)
Les Villes étrangères (1936)
L'Ange jaune
Le Diner d'adieu (Chine, Pindao, 1939)

### Volume 9 «Les Années fatales» (1999)
Rien ne va
Les années fatales
Souliko
J'ai entendu une voix consolante (extrait)
Au revoir ami (introduction)
Au revoir ami
À Serguei Essenine
Dans mon âme pas un cheveu blanc
Le vol arrêté
Élisabeth
Les années soixante
La valse de Brooklyn
Chante ta nostalgie
Les oiseaux de malheur
La chanson de Parassia (extrait de l'opéra "La foire de Sorochinski")

### Volume 10 «L'âge de cour» (Chansons rares)
Ciebie mi potrzeba (Comme toi sans moi), du film "Félicité" de Christine Pascal
Ich weisse nicht zu wem ich gehöre
Le Fou de la forêt
L'âge de cœur
Faraway Love
Quand on n'a que l'amour
Élisabeth
Les Années fatales
Nous n'irons plus au café Pouchkine
Ivre-vive
Luna moon
Letkiss-Boy (du film Defa "Reise ins Ehebett")
Nichts geht über's Schlafengehn (du film Defa "Reise ins Ehebett")
Träume sind so wunderschön (du film Defa "Reise ins Ehebett")

### Volume 11 «Bleue la vie» (Les Inédits)
Wez Biala Krede (Prends une craie blanche)
Mastroianni Mojej Ulicy (Mastroianni de ma rue)
Dó Zródel(Les sources)
Ciut ciut
Kaziu, zakochaj sie ! (Casimir, tombe amoureux !)
Eve d'Est - Rêve d'Ouest
Si tu pars (Kiedy isc to daleko)
Fleur de Carouge (De la pièce "La grand-mère française")
Maman dites-moi (Bergerette XVIIIe siècle)
Ich spür in mir (Je sens en moi)
Bleue la vie
Carmen Story
Assez
La Fille de Londres
Kindheit un Kohle und spaäter (Enfance dans le charbon et plus tard)
L'Amour fou à Fukuoka
Chez Maria (en duo avec Tokiko Kato pour la TV Japonaise)
Chants Yiddish :
Moishele, Mayn Fraynd - Moïshele mon ami
Ani Ma'amin - je crois (Chant Yiddish)
'S Dremlen Fejgl Ojf di Zwajgn - Les Oiseaux somnolent sur les branches
Kinderjorn - Années d'enfance
Zog Nit Keynmol - Ne dis jamais
Shtiler, Shtiler - Silence, silence
Friling - Le Printemps

### Volume 12 «Gernika 1937, une revue lyrique» (Les Inédits)
Mes Nuits sont mortes (de la Revue lyrique "Gernika")
Mon Légionnaire (de la Revue lyrique "Gernika")
Nur Nicht aus Liebe Weinen (du film «Es war ein rauschende Ballnacht » de Carl Froelich)
Toute seule (de la Revue lyrique "Gernika")
Berceuse basque (de la Revue lyrique "Gernika")
Prélude (de la Revue lyrique "Gernika")
Cantate (de la Revue lyrique "Gernika")